# RGD-33 수류탄

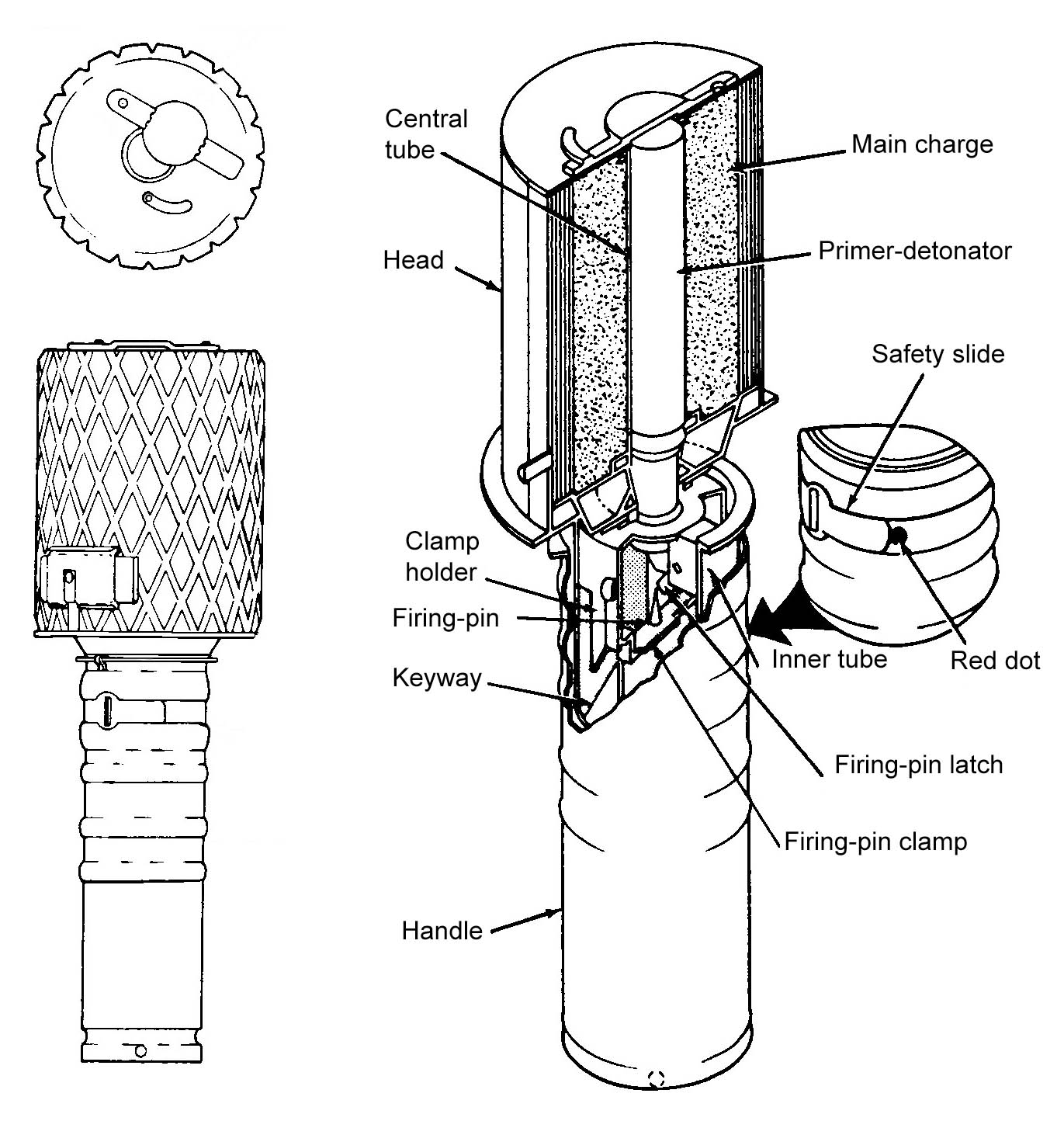
RGD-33의 구조

RGD-33은 소비에트 연방이 사용했던 막대형 수류탄이다. 노후화된 1914년형 수류탄을 대체하기 위해 1933년 탄생하였다. 딜레이 시간은 약 4초 정도이며. 던질수 있는사거리는 30~40m 정도로 일반 계란형 수류탄보다 사거리가 우수했다. 파편의 살상반경은 약 10~15m 정도이다.